# جديمة (المضاربة والعارة)

تعديل مصدري - تعديل

جديمة هي إحدى قرى عزلة العارة بمديرية المضاربة والعارة التابعة لمحافظة لحج، بلغ تعداد سكانها 251 نسمة حسب تعداد اليمن لعام 2004.